# Zanclostomus javanicus
La malcoa beccorosso o malcoha beccorosso (Zanclostomus javanicus (Horsfield, 1821)) è un uccello della famiglia dei Cuculidi e unico rappresentante del genere Zanclostomus.

## Tassonomia
Zanclostomus javanicus ha due sottospecie:
- Z. j. pallidus
- Z. j. javanicus

## Distribuzione e habitat
Questo uccello vive nell'Asia sudorientale, più precisamente in Myanmar, Thailandia, Malaysia, Brunei e Indonesia. È regionalmente estinto su Singapore.